# Шукаю друга на кінець світу
«Шукаю друга на кінець світу» (англ. Seeking a Friend for the End of the World) — художній фільм, який зняла режисер Лорен Скафарія. Прем'єра фільму в США відбувся 22 червня 2012 року.

## Зміст
Фільм починається з повідомлення по радіо про загибель шаттла «Спасіння», який мав знищити величезний астероїд, що  наближається до Землі. Його розміром понад 110 км, а назва «Матильда», і тепер він через 3 тижні знищить все живе. Страховий агент Додж Петерсен і його дружина в цей час сидять в автомобілі біля дороги, слухаючи радіо. Після цієї новини дружина Доджа, Лінда, мовчки тікає з машини з неясної причини.
Телеканали і радіостанції ведуть прямий відлік часу до кінця світу. Кожна людина по-різному хоче провести залишок життя. У світі вимикається мобільний зв'язок і переривається авіасполучення. Додж продовжує ходити на роботу, продаючи страховки від кінця світу, де багато працівників вже звільнилися напередодні апокаліпсису. Дрес-код скасовується, кожен день оголошується п'ятницею, а керівні посади роздаються всім охочим. Повертаючись додому, Додж намагається пояснити прибиральниці Ельзі, що більше немає необхідності приходити, що вона приймає за спробу звільнити її, і Додж бере свої слова назад.
Додж відвідує вечірку на якій знімаються всі колишні табу — батьки пригощають дітей алкоголем, одні надягають те, що не встигли поносити раніше, інші змінюють сексуального партнера кожен день. Після повернення в свою квартиру Додж знаходить стару фотографію і згадує свою шкільну любов Олівію. У цей час він виявляє на пожежній драбині заплакану Пенні, яка говорить, що порвала зі своїм хлопцем Оуеном, і що вона ніколи не побачить своїх батьків, які живуть на іншому кінці країни. Повернувшись у свою квартиру, Пенні передає декілька листів, які потрапили до неї помилково  і каже, що у Лінди був роман з іншим чоловіком.
Не знаючи, що робити далі, Додж намагається вчинити в парку самогубство, випивши пляшку склоочисника. Проте спроба закінчується невдачею, наступного дня Додж прокидається в парку, виявляючи папірець з написом «Вибачте» на своєму светрі і бездомного пса, якого Додж називає Соррі (з англ. «Вибачте») і бере з собою. Читаючи в будинку передані листи, він знаходить лист від Олівії, де вона шкодує про розставання і каже, що він був любов'ю всього її життя. Вночі в місті спалахують заворушення. По телебаченню передають, що заворушення охопили всю країну, оскільки погромників напередодні кінця світу вже нічого втрачати. Додж біжить попередити Пенні, стикаючись з скиглієм Оуеном, який не розуміє намірів Доджа. Пенні і Додж виїжджають на її автомобілі, залишаючи Оуена наодинці з погромниками, по шляху Додж обіцяє Пенні допомогти їй зустрітися з її батьками, якщо вона відвезе його до Олівії.
Після того, як паливо в машині закінчилося, Додж і Пенні йдуть по безлюдній дорозі. Додж звинувачує Пенні в тому, що вона не передала йому лист від Олівії. Та хоче загладити свою провину і зупиняє ідучий пікап. Водій вантажівки розповідає попутникам історію свого життя. Під час зупинки водій запитує Доджа, як він збирається його вбити, на що Додж не знає що відповісти, в цей час куля влучає водієві в шию. Як виявилося, він спеціально найняв кілерів для свого вбивства, бо самогубців до раю не беруть. Поховавши водія, Додж і Пенні беруть його автомобіль і зупиняються в придорожньому кафе, де Пенні грайливо заявляє, що у Доджа сьогодні день народження. Трохи пізніше Додж і Пенні займаються любов'ю в машині. Незабаром їх зупиняє поліцейський за перевищення швидкості, який, дізнавшись про відсутність прав на машину, садить їх у в'язницю. Пізніше шериф випускає їх на свободу, нарікаючи на принциповість поліцейського, який заарештував їх , і довозить їх до Камдена, де живе Спек, колишній хлопець Пенні.
Спек разом зі своїми друзями обладнав бомбосховище із запасами на півроку і бачить себе лідером постапокаліптичного суспільства. Він повідомляє Пенні, що у нього є супутниковий телефон, за яким Пенні зідзвонюється зі своєю сім'єю. Пенні повідомляє, що вона не залишиться, бо обіцяла Доджу відвезти його до Олівії. Спек позичає їм один зі своїх автомобілів, він говорить Доджу берегти Пенні. Вони прямують до будинку, адреса якого була вказана у листі Олівії, але там не виявляється нікого. Випадково Пенні в кухонному столі виявляє лист, в якому вказано нову адресу Олівії, і Додж з Пенні наступного ранку прямують туди. На превеликий жаль Пенні, Додж направляється до дверей будинку, але через кілька хвилин повертається назад, сказавши, що залишив Олівії записку, відмовляючись дати виразне пояснення своїм діям.
По дорозі їх автомобіль ледь не врізається в колону прочан. Перебуваючи на пляжі, Додж і Пенні вже не приховують ніжних почуттів один до одного.
Пізніше Додж і Пенні приїжджають в Сомерсет до Френка, який здивований, і разом з тим, радий приїзду Доджа. Френк — батько Доджа, з яким він не бачився 25 років. Додж і Френк починають сперечатися, але зрештою миряться. Вночі Додж бере сплячу Пенні і несе в легкомоторний літак, яким управляє Френк, і каже їй на вухо, що вона любов всього його життя. Додж з сумом дивиться услід відлітаючого літака.
Повертаючись додому, Додж з подивом виявляє у будинку Ельзу і намагається переконати її йти додому до своєї сім'ї, вона знову не розуміє його. Він включає телевізор, де телеведучий в спорожнілій студії повідомляє про те, що за уточненими даними астероїд прибуде на Землю на тиждень раніше попереднього терміну і до кінця світу залишається 16 годин 26 хвилин, і завершує свій останній ефір.
Час, що залишився, Додж знаходиться в квартирі Пенні, він слухає вінілові пластинки з її колекції. Раптово гасне світло. У темряві у вітальні Додж виявляє Пенні, яка запитує, як Додж міг залишити її, і говорить про те, що, прокинувшись, вона веліла розвернути літак назад. Додж визнає, що зробив дурість. В фіналі Додж і Пенні лежать в ліжку і розмовляють про її родину. Відчуваючи зіткнення астероїда з Землею, Пенні каже Доджу, що вони могли врятувати один одного, на що Додж відповідає, що вони зробили це. В останній момент Пенні посміхається крізь сльози, і фільм закінчується повільним білим спалахом.

## Ролі
- Стів Керелл — Додж Петерсен
- Кіра Найтлі — Пенелопа «Пенни» Локхарт
- Вільям Петерсен — Глен, водій вантажівки
- Мелані Лінскі — Карен
- Адам Броуді — Оуен, хлопець Пенні
- Дерек Люк — Спік, колишній хлопець Пенні
- Конні Бріттон — Діана
- Петтон Освальт — Роач
- Роб Кордрі — Воррен
- Ґілліан Джейкобс — Кеті
- Ті Джей Міллер — Дарсі
- Емі Шумер — Лесі
- Джим О'Хейр — шериф
- Мартін Шин — Френк, батько Доджа
- Ненсі Керелл — Лінда, дружина Доджа

## Створення фільму
Фільм став дебютною режисерською роботою Лорен Скафарії. Зйомки фільму були розпочаті в травні 2011 року в Лос-Анджелесі незадовго до передвіщеного американським сектантом Гарольдом Кемпінгом кінця світу, призначеного на 21 травня. За словами самої Скафарії, вона «хотіла б зберегти сценарій на найлюдянішому рівні і розповісти історію стосунків, і того, що люди будуть робити, коли масштабні події впливають на почуття по відношенню до іншої людини».